# Jüdischer Friedhof (Vamberk)
Koordinaten: 50° 7′ 18,1″ N, 16° 17′ 16,1″ O

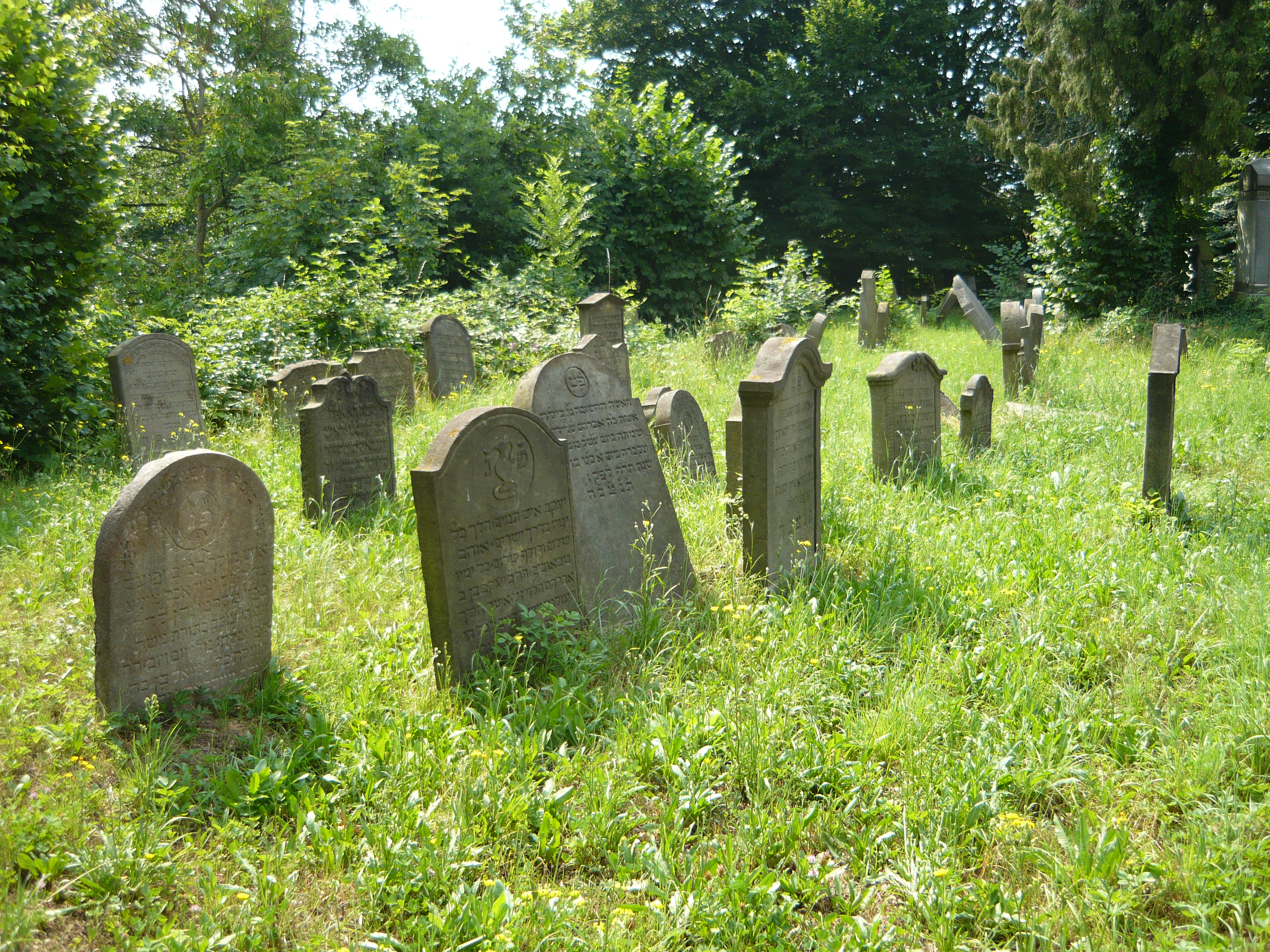
Jüdischer Friedhof in Vamberk

Der Jüdische Friedhof in Vamberk (deutsch Wamberg), einer tschechischen Stadt im Okres Rychnov nad Kněžnou, wurde vermutlich im 17. Jahrhundert angelegt. Der jüdische Friedhof am nördlichen Stadtrand ist ein geschütztes Kulturdenkmal.
Auf dem Friedhof wurden auch die Toten der jüdischen Gemeinde in Doudleby nad Orlicí bestattet.
Auf dem circa 2000 Quadratmeter großen Friedhof sind noch mehrere hundert Grabsteine vorhanden.